# Rafael Campos (Schauspieler)
Rafael Campos (* 13. Mai 1936 in Santiago de los Caballeros, Dominikanische Republik; † 9. Juli 1985 in Woodland Hills, Los Angeles, USA) war ein dominikanisch-US-amerikanischer Schauspieler.

## Leben
Der Dominikaner Rafael Campos kam 1949 in die USA. Er nahm einige Zeit Schauspielunterricht. Bereits durch seine erste Filmrolle als aufmüpfiger puerto-ricanischer Schüler Pete Morales in Richard Brooks’ Film Die Saat der Gewalt wurde Campos im Jahr 1955 einem breiten Publikum bekannt. In diesem wie auch in mehreren Filme der 1950er Jahre spielte er problemgeplagte hispanische Jugendliche. Es folgten Filmauftritte, meist als Nebendarsteller, in Produktionen wie Das Komplott, Das Herz eines Indianers, Lady in a Cage und Südwest nach Sonora. Campos wirkte auch als Gastschauspieler in zahlreichen Fernsehserien wie Alfred Hitchcock Presents, Die Straßen von San Francisco, Rhoda, T. J. Hooker, Chefarzt Dr. Westphall und Das A-Team mit. Sein filmisches Schaffen als Schauspieler umfasst über 90 Film- und Fernsehproduktionen bis in sein Todesjahr hinein.
Im Erwachsenenalter betätigte sich Campos gelegentlich auch als Drehbuchautor und Regisseur, allerdings ohne in diesem Bereich größere Aufmerksamkeit zu erzielen. Er war zweimal verheiratet und wieder geschieden; eine seiner Ehefrauen war die Bluessängerin Dinah Washington. Rafael Campos starb im Alter von 49 Jahren an Magenkrebs. Er hinterließ zwei Töchter und wurde von fünf Brüdern und drei Schwestern überlebt. Kurz vor seinem Tod hatte er an einem Buch über Latinos im Film gearbeitet.

## Filmografie (Auswahl)
Kino- und Fernsehfilme
- 1955: Die Saat der Gewalt (Blackboard Jungle)
- 1955: Das Komplott (Trial)
- 1956: Haie greifen an (The Sharkfighters)
- 1957: Kein Platz für feine Damen (This Could Be the Night)
- 1957: Dino – der Bandit (Dino)
- 1958: Das Herz eines Indianers (The Light in the Forest)
- 1958: Sie nannten ihn Komantsche (Tonka)
- 1963: Im Tal der Apachen (Savage Sam)
- 1964: Lady in a Cage
- 1966: Im Auftrag von H.A.R.M. (Agent for H.A.R.M.)
- 1966: Gesicht ohne Namen (Mister Buddwing)
- 1966: Südwest nach Sonora (The Appaloosa)
- 1968: Treffpunkt Los Angeles (Girl in Gold Boots)
- 1968: Astro-Zombies – Roboter des Grauens (The Astro-Zombies)
- 1971: Outlaw Riders
- 1973: Oklahoma Crude
- 1973: Das Kommando der Frauen (The Doll Squad)
- 1977: Tod an Bord (Killer on Board, Fernsehfilm)
- 1980: Blast – Wo die Büffel röhren (Where the Buffalo Roam)
- 1980: Cannons Comeback (The Return of Frank Cannon, Fernsehfilm)
- 1983: Heartbreaker
- 1984: Endstation Sehnsucht (A Streetcar Named Desire, Fernsehfilm)
- 1985: Jackpot (Fever Pitch)

Fernsehserien
- 1959/1962: Have Gun – Will Travel (2 Folgen)
- 1961: Sugarfoot (Folge 4x06)
- 1962: Am Fuß der blauen Berge (Laramie, Folge 3x15)
- 1962: Alfred Hitchcock präsentiert (Alfred Hitchcock Presents, Folge 7x22)
- 1964–1967: Walt Disneys bunte Welt (Walt Disney’s Wonderful World of Color, 5 Folgen)
- 1965/1966: Rauchende Colts (Gunsmoke, 2 Folgen)
- 1967/1968: Big Valley (The Big Valley, 2 Folgen)
- 1968/1973: Der Chef (Ironside, 2 Folgen)
- 1970/1971: Adam-12 (2 Folgen)
- 1971: All in the Family (Folge 2x10)
- 1973: California Cops – Neu im Einsatz (The Rookies, Folge 1x18)
- 1973: Oklahoma Crude
- 1973: Das Kommando der Frauen (The Doll Squad)
- 1973: Shaft (Folge 1x01)
- 1974: Ein Sheriff in New York (McCloud, Folge 5x04)
- 1974–1977: Die Straßen von San Francisco (The Streets of San Francisco, 3 Folgen)
- 1975, 1976: Make-up und Pistolen (Police Woman, 2 Folgen)
- 1977–1978: Rhoda (10 Folgen)
- 1978–1979: Colorado Saga (Centennial, Miniserie, 4 Folgen)
- 1979: Lou Grant (Folge 2x16)
- 1982: Frank Buck – Abenteuer in Malaysia (Bring ’Em Back Alive, Folge 1x10)
- 1982: T. J. Hooker (Folge 2x09)
- 1982: Chefarzt Dr. Westphall (St. Elsewhere, 3 Folgen)
- 1983–1984: V – Die außerirdischen Besucher kommen (V: The Final Battle, 5 Folgen)
- 1983: Matt Houston (Folge 2x05)
- 1984: Airwolf (Folge 1x03)
- 1984: Das A-Team (The A-Team, 2 Folgen)
- 1985: Jackpot (Fever Pitch)